# Réunion Open 2025
Die Réunion Open 2025 im Badminton fanden vom 14. bis zum 18. Mai 2025 im Gymnase Champ Fleuri in Saint-Denis statt. Es war die vierte Auflage dieser Veranstaltung.

## Medaillengewinner
| Veranstaltung | Gold                                               | Silber                             | Bronze                                                 |
| ------------- | -------------------------------------------------- | ---------------------------------- | ------------------------------------------------------ |
| Herreneinzel  | Riki Takei                                         | B. M. Rahul Bharadwaj              | Fabian Roth                                            |
| Herreneinzel  | Riki Takei                                         | B. M. Rahul Bharadwaj              | Misha Zilberman                                        |
| Dameneinzel   | Isharani Baruah                                    | Shriyanshi Valishetty              | Ashmita Chaliha                                        |
| Dameneinzel   | Isharani Baruah                                    | Shriyanshi Valishetty              | Tasnim Mir                                             |
| Herrendoppel  | Hariharan Amsakarunan Ruban Kumar Rethinasabapathi | Maël Cattoen Lucas Renoir          | M. R. Arjun Vishnuvardhan Goud Panjala                 |
| Herrendoppel  | Hariharan Amsakarunan Ruban Kumar Rethinasabapathi | Maël Cattoen Lucas Renoir          | Ashraf Daniel Md. Zakaria M. Ariffin Nazri Md. Zakaria |
| Damendoppel   | Moa Sjöö Tilda Sjöö                                | Lilou Schaffner Mariia Stoliarenko | Kelly Banchonpanith Marie Cesari                       |
| Damendoppel   | Moa Sjöö Tilda Sjöö                                | Lilou Schaffner Mariia Stoliarenko | Téa Margueritte Flavie Vallet                          |
| Mixed         | Marvin Seidel Thuc Phuong Nguyen                   | Jimmy Wong Lai Pei Jing            | Filip Karlborg Tilda Sjöö                              |
| Mixed         | Marvin Seidel Thuc Phuong Nguyen                   | Jimmy Wong Lai Pei Jing            | Ashraf Daniel Md. Zakaria Lim Xuan                     |